# Pierre Mignard

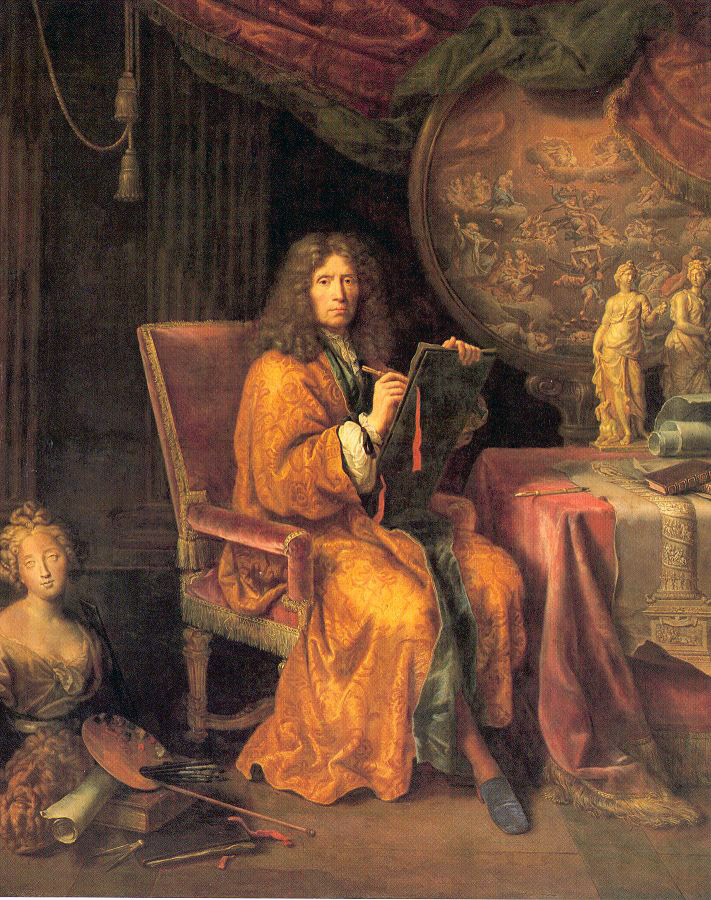
Selbstporträt

Pierre Mignard (* 17. November 1612 in Troyes; † 30. Mai 1695 in Paris) war einer der bedeutendsten französischen Porträtmaler im Zeitalter des klassizistischen Barocks. Er war der jüngere Bruder des Malers Nicolas Mignard. Nach einer Ausbildung durch Simon Vouet lebte er 22 Jahre in Italien und kam 1657 nach Paris.
Sein Porträt von Ludwig XIV. Verschaffte ihm Ansehen bei Hofe. Er prägte zusammen mit Philippe de Champaigne und Hyacinthe Rigaud die Entwicklung des Genres im Laufe des 17. Jahrhunderts. Er schuf neben kirchlichen Gemälden (Kuppelbild in Val-de-Grace, Paris) vor allem Madonnenbilder, sogenannte „Mignardes“ wie zum Beispiel La Vierge à la grappe, höfische Porträts sowie mythologische und allegorische Werke.